# نصب ساعي البريد
نصب ساعي البريد التذكاري (بالروسية: Памятник Димитрию Ростовскому) هو نصب تذكاري يقع في كراسني سولاين في روستوف أوبلاست، روسيا. في عام 2015، سقطت قاعدة التمثال وأُتلفت. تم ترميمه في عام 2016 من قبل النحات الأرمني سارجيس سيروبيان.

## تاريخ
يقع النصب التذكاري لساعي البريد قبل مكتب البريد الرئيسي في كراسني سولاين، في شارع فورونيلوف. لأول مرة تم بناء التمثال خلال الحرب الوطنية العظمى. وهو النصب الوحيد لساعي البريد في روسيا.
```
تآكل النصب على مر السنين، وفي ليلة 22 أغسطس 2015 سقطت قاعدة التمثال وأُتلفت. تم ترميمه في عام 2016 من قبل النحات الأرمني سارجيس سيروبيان.
```